# Wohnstättenname
Ein Wohnstättenname ist eine spezielle Form des Familiennamens, auch der Hausnamen.
Mit einem Wohnstättennamen (Hausnamen) wurden und werden Menschen bezeichnet, die an einer bestimmten Wohnstelle leben. Im deutschen Sprachraum spielen sie regional eine unterschiedliche Rolle und bilden im Vergleich zu den anderen Namenfamilien eine beachtliche Gruppe. Sie enthalten meist einen Örtlichkeitsnamen (Ortsnamen, Toponymika) im weitesten Sinne (etwa einen Flurnamen). Beispiele für solche Namen sind Althaus, Brückner, Brunner, Ehrler, Fichtner, Schlott oder Stein. Spezieller von Siedlungsnamen (Ortsnamen, Oikonymika) stammen die speziell von Hausnamen abgeleiteten Personennamen wie Innerhofer (‚der vom Innerhof‘), Beimborn (‚der beim Born‘) oder Rothschild und ähnliches. Diese Gruppe kann historisch einem bestimmten Ort, Hof oder Haus zugeordnet werden, sie sind jedoch nicht immer von Herkunftsnamen abzugrenzen (Namen, die sich erst nach dem Verlassen ausgebildet haben, wie Böhm ‚der Böhme‘ respektive ‚der aus Böhmen kam‘): Typischerweise reicht schon bei wenigen Häusern der Ortsname nicht zur Unterscheidung seiner Bewohner aus, Namen wie Wiener, Berliner sind Herkunftsnamen, aber viele Orte haben sich ursprünglich aus nur einem benannten Haus entwickelt und führen dessen Namen fort, sodass sich nicht mehr feststellen lässt, ob Haus oder Ort gemeint waren. Eine Sonderform sind diejenigen Wohnstättennamen, die als Vulgoname (Genanntname) im Bezug auf die Wohnstätte gebraucht werden und im ländlichen Raum für einen Haus-/Hofinhaber und Ähnliches noch verbreitet sind. 
Man unterscheidet bezüglich der allgemeinen Toponymika mehrere Varianten:
- Hinweise auf Bodenmerkmale, etwa Berg, Grundmann, Kuhle und T(h)almann
- Hinweise auf Wasser, etwa Bachmann, Beckmann, Börner(t), Brühl, Pröll, Pfützner, Spranger, Sprung oder Puls
- Hinweise auf Flora, etwa Baum, Baumgart(en), Busch, Buschmann, Dorn, Dörner, Hagedorn, Eichler, Eichmann, Holz(er), Lindemann, Röhricht, Strauch, Struck oder Weidemann
- Hinweise auf Bodenbearbeitung oder Bodennutzung: Anger(mann), Brink(mann), Jauch, Kehrer, Kreuzmann und Lachmann
- Hinweise auf Bauwerke, Wege u. ä.: Gassner, Geßner, Steinweg, Fiebig, Backhaus, Bruckmann, Brunner, Kirchhof, Kirchler, Koth(e), Kathmann oder Schaal(e)
- Hinweise auf die Lage im Ort: Amend (am Ende), auch mit den Lagebezeichnungen der Orte selbst, wie Ober-, Unter-, Vor(der)-, Hinter-
- Die Präpositionen An-, Am-, Beim-, Gen-, Op-, In-, Ter-, Up- deuten auf Wohnstättennamen hin. Sie wurden im Laufe der Zeit kontrahiert zu Namen wie: Inderthal, Amberger, Babendererde, Indefrey, Beimborn, Angenvoort, Ophorst, Uphoff, Tervoort, Vor-Schmidtshöfen.

Wohnstättennamen wie Hausnamen werden im Allgemeinen wie Herkunftsnamen nach Örtlichkeiten gebildet, allerdings ist die Form auf -mann bei Wohnstättennamen zumindest im nördlichen Sprachgebiet weitaus verbreiteter. So gibt es etwa Formen wie Anger, Angerer, oder aber Angermann. Häufig sind Wohnstättennamen ein zusätzliches Mittel zur Differenzierung von Berufsnamen wie bei Angermüller, Buchmüller, Riethmüller, Teichmüller, Weidenmüller, Holzmüller oder auch Hintermüller, Obermüller, während Steinmüller der Form ‚der von der Mühle beim Stein‘ entsprechen kann, aber auch ‚der, der Steinkugeln herstellt‘ (Steinmühle) als reine Berufsbezeichnung.
Regionale Mundarten können, wie in allen Namensursprüngen, zu verschiedensten Schreibweisen mit gleicher Bedeutung führen. Dabei sind die Personennamen typischerweise viel flexibler als die Ortsnamen, was Dialektformen und Umschriften betrifft.
Die umgekehrte Bildungsform zum Wohnstättennamen sind die Ortsnamen aus einem Gründer oder Bewohner, wie die Bildungen auf Personenname + -ing, -ham, -hausen und Verwandtes (‚Heim des …‘).